# Armleuchteralgen

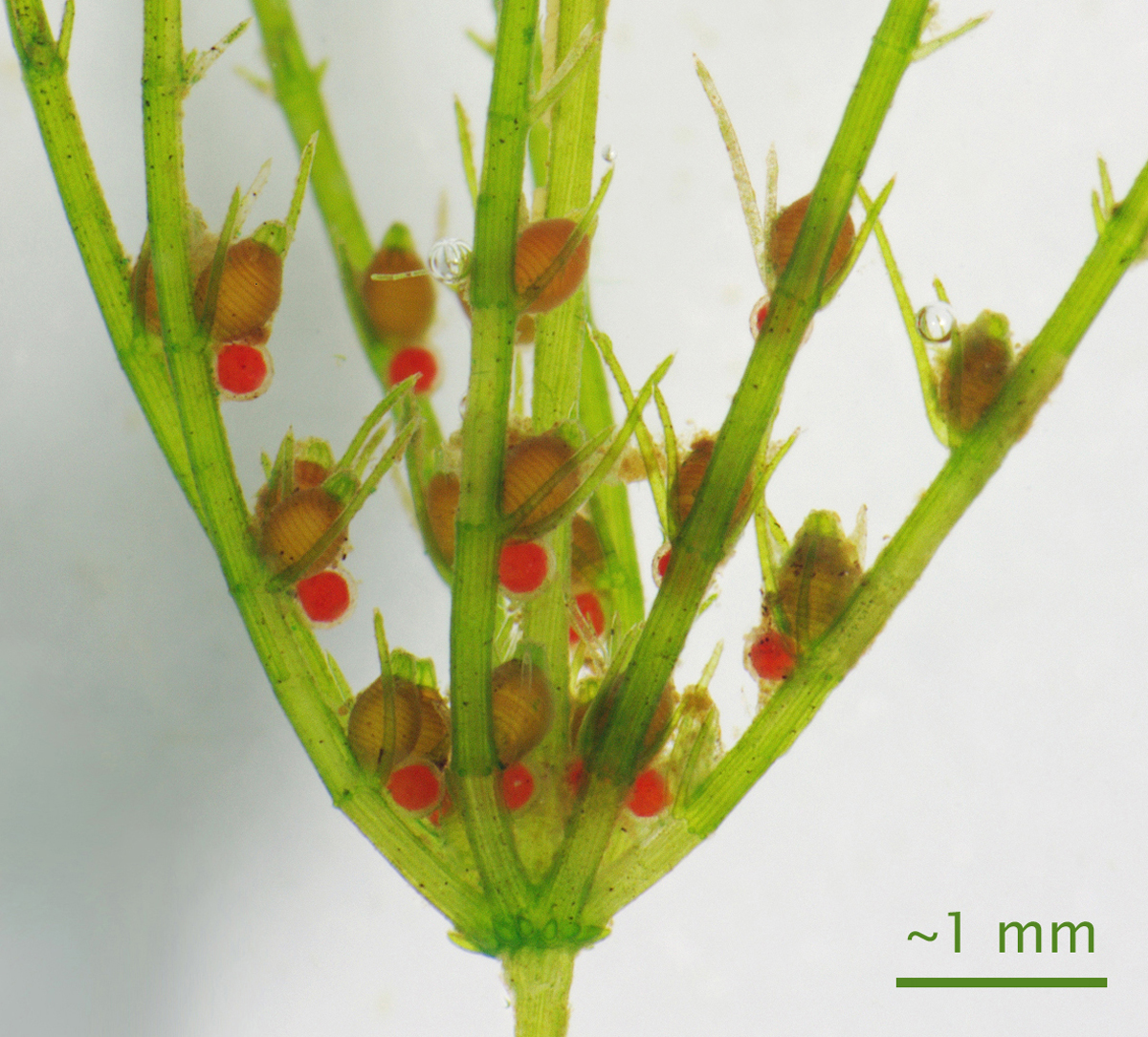
Detail wahrscheinlich von Chara virgata; wichtige Bestimmungsmerkmale sind die Berindung und die Beschaffenheit des Stipularkranzes unterhalb der Quirle. Man beachte ferner die typisch angeordneten Fortpflanzungsorgane

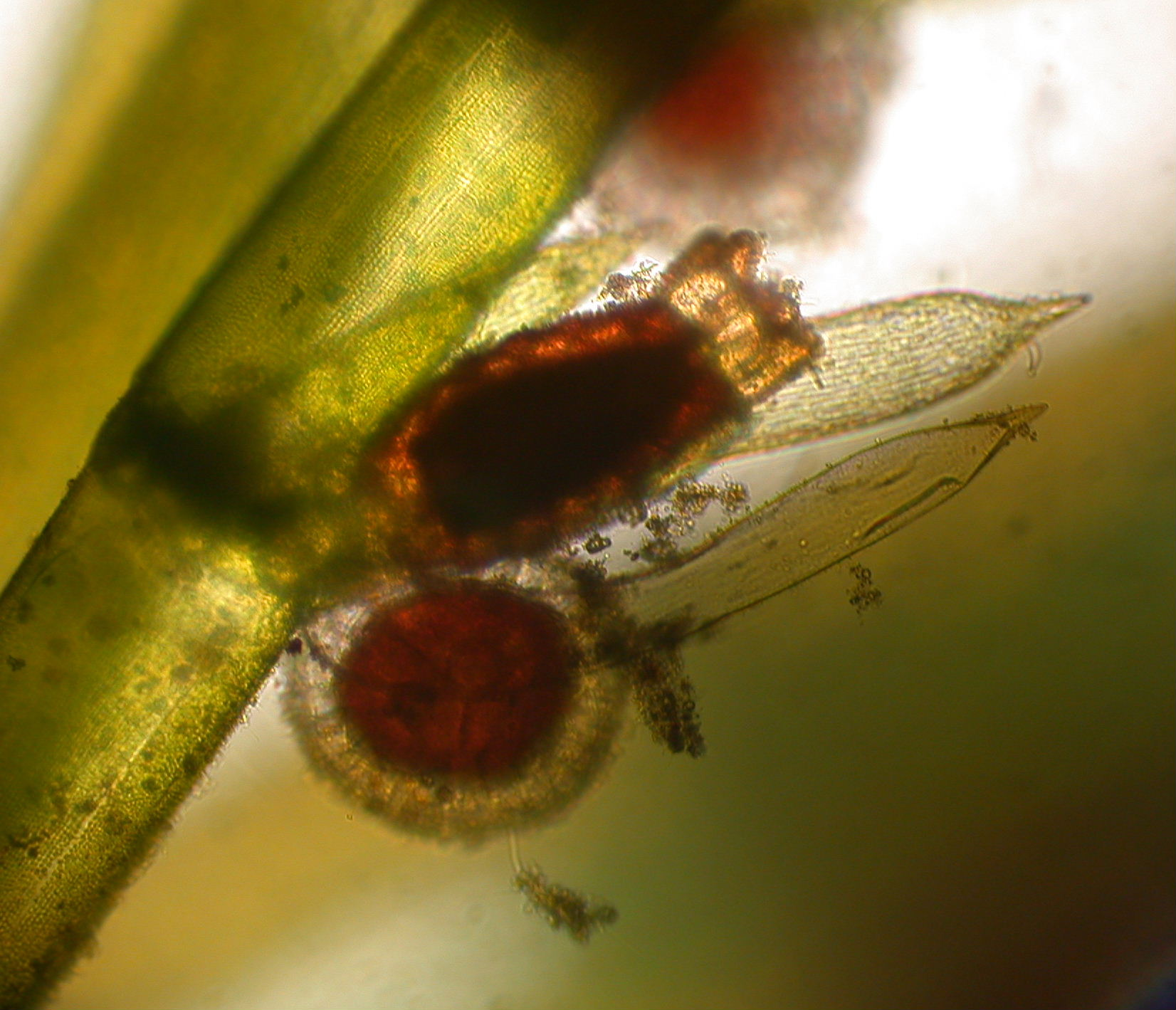
Gametangien bei einer einhäusigen Armleuchteralge; unten das männliche Antheridium, darüber das weibliche Oogon

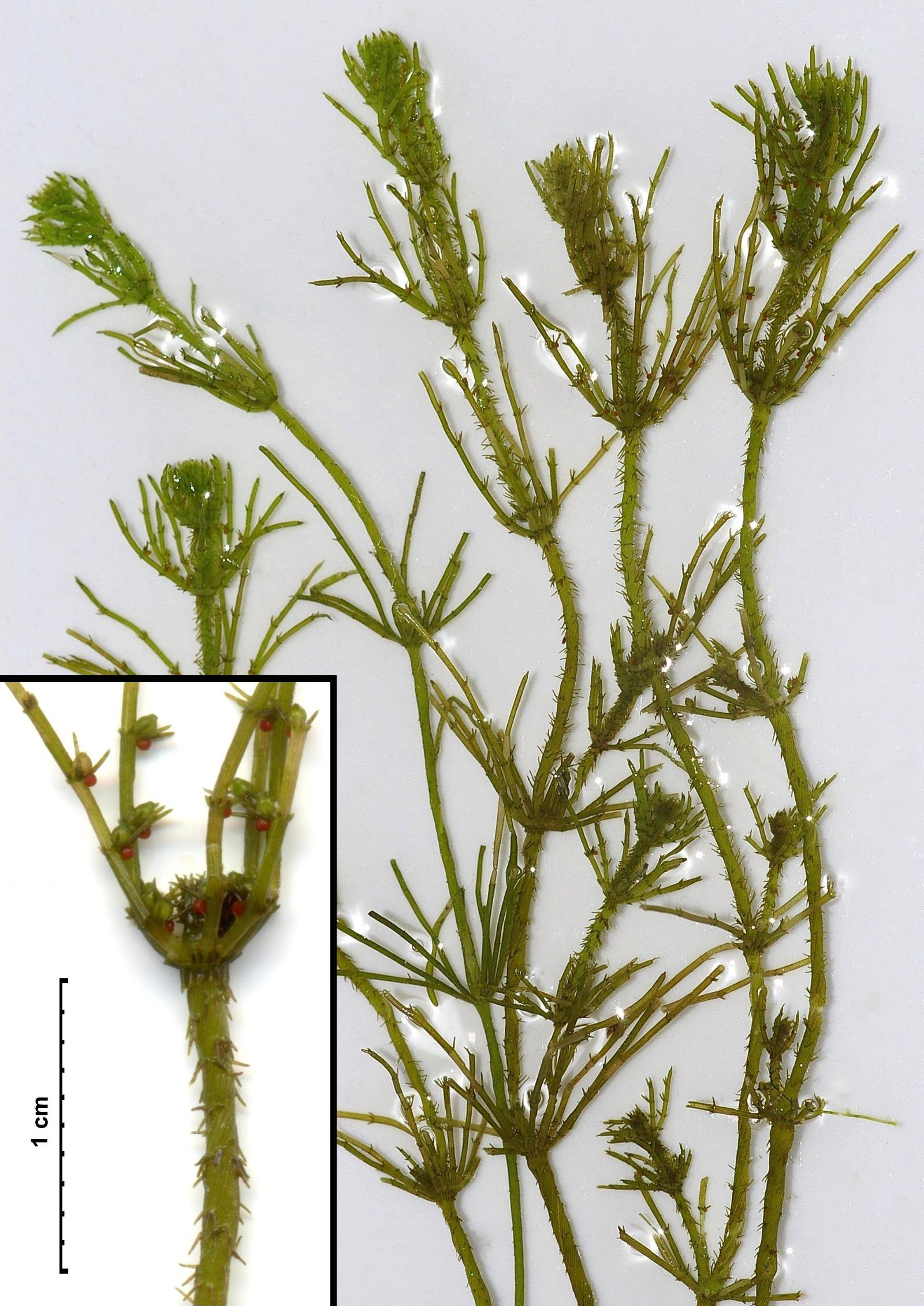
Steifborstige Armleuchteralge (Chara hispida)

Die Armleuchteralgen (Charophyceae oder Charales) sind eine weltweit verbreitete, phylogenetisch urtümliche Organismengruppe von Wasser-„Pflanzen“. Armleuchteralgen werden zwar manchmal zu den Grünalgen gezählt, haben mit diesen aber nur die Assimilationspigmente und Reservestoffe gemein. Ihr Habitus ähnelt eher höheren Blütenpflanzen (vor allem dem Hornblatt, Ceratophyllum). Mit ihrem Aufbau und ihren Fortpflanzungsorganen stehen Armleuchteralgen im System der heutigen Lebewesen als eine isolierte Gruppe. Phylogenetisch betrachtet gelten sie als Schwestertaxon der Landpflanzen (Embryophyta). Der wissenschaftliche Name wurde vom lateinischen chara (= eine bestimmte Knollenfrucht von bitterem Geschmack) abgeleitet. Diesen hat Carl von Linné im Jahr 1763 geprägt. Ihren deutschen Namen verdanken sie der Anordnung der Quirläste und der darauf sitzenden Gametangien; diese erinnert an einen vielarmigen Kerzenleuchter.

## Merkmale
Der je nach Art bis zu einem Meter lange, mit Rhizoiden am Grund verankerte Thallus ist in lange Internodienzellen und kurze Knotenzellen (Nodien) gegliedert. In der Gestalt erinnern Armleuchteralgen auch an Schachtelhalme: An einer vertikalen Mittelachse wachsen in regelmäßigen Abständen in Quirlen angeordnete Äste (Radien). Auf diesen sitzen die männlichen und weiblichen Geschlechtsorgane, die Gametangien – bei zweihäusigen Arten getrennt auf verschiedenen „Pflanzen“, bei einhäusigen sind Antheridien und Oogonien nebeneinander platziert. Die sexuelle Fortpflanzung erfolgt durch Oogamie, die vegetative Vermehrung manchmal durch Bildung von Wurzelknöllchen. Oosporen, die reifen Oogonien, dienen als Überdauerungsorgane am Gewässersediment. Bei der Gattung Chara sind die Haupt- und Nebenachsen des Thallus von versteifenden Berindungsfäden umhüllt; diese fehlen der anderen artenreichen Gattung Nitella. Bei manchen Arten sind die Quirläste oder auch die Sprossachsen mit kleinen Stacheln oder „Warzen“ besetzt. Zur weiteren morphologischen Unterscheidung der Arten dienen Merkmale wie die Anzahl der Berindungsfäden im Verhältnis zur Anzahl der Quirläste (haplostich, diplostich, triplostich) und die Position von Stacheln auf (tylacanth) bzw. zwischen den Berindungsfäden (aulacanth). Auch der sogenannte Stipularkranz am Ansatz der Quirle sowie die Beschaffenheit der Quirläste (Zellanordnung, Endspitze u. a.) können Aufschluss über die Zugehörigkeit geben, ebenso wie Position und Ausprägung der Gametangien. Ohne optische Hilfsmittel (Binokular) ist eine Bestimmung meist nicht möglich.

## Vorkommen
Armleuchteralgen wachsen am Grund von Gewässern mit in der Regel sehr sauberem, nährstoffarmem, kalkhaltigem Süßwasser, seltener auch Brackwasser. Dies können oligo- bis mesotrophe Klarwasserseen sein oder auch Quelltöpfe. Manche euryökere Arten erscheinen aber auch als Pioniervegetation in Regenwassertümpeln, Gräben und neu entstandenen Baggerweihern. Oft bilden sie dabei große Dominanzbestände aus Unterwasserrasen („Charawiesen“). Diese Armleuchteralgen-Gesellschaften werden als eigene pflanzensoziologische Klasse „Charetea fragilis“ (Fukarek ex Krausch 1964) behandelt, die wiederum in verschiedene Ordnungen, Verbände, Assoziationen und Einart-Gesellschaften unterteilt wird.
Da sie kein luftgefülltes Gewebe haben, steigen abgerissene Sprossteile nicht an die Oberfläche auf. So kann es sein, dass das Vorkommen von Armleuchteralgen in tieferen Gewässern leicht übersehen wird. Zudem erreichen sie mit Wassertiefen von im Extremfall bis zu 60 Metern submerse Zonen, die von „modernen“ Gefäßpflanzen – etwa Laichkrautgewächsen, die höchstens sieben Meter tauchen können – nicht besiedelt werden können.

## Funktion im Gewässer
Viele Characeen sind besonders an kalkhaltigen Standorten vertreten. Dann sind sie typischerweise mit einer starren Kalkkruste überzogen. Dies ist darauf zurückzuführen, dass Armleuchteralgen bei intensiver Photosynthese dem Wasser anorganische Kohlenstoffverbindungen entziehen. Dabei greifen sie in ein kompliziertes Lösungsgleichgewicht ein, so dass Calciumcarbonat ausgefällt wird. Armleuchteralgen sind dadurch wirksam an der biogenen Entkalkung harter Gewässer beteiligt.

## Systematik

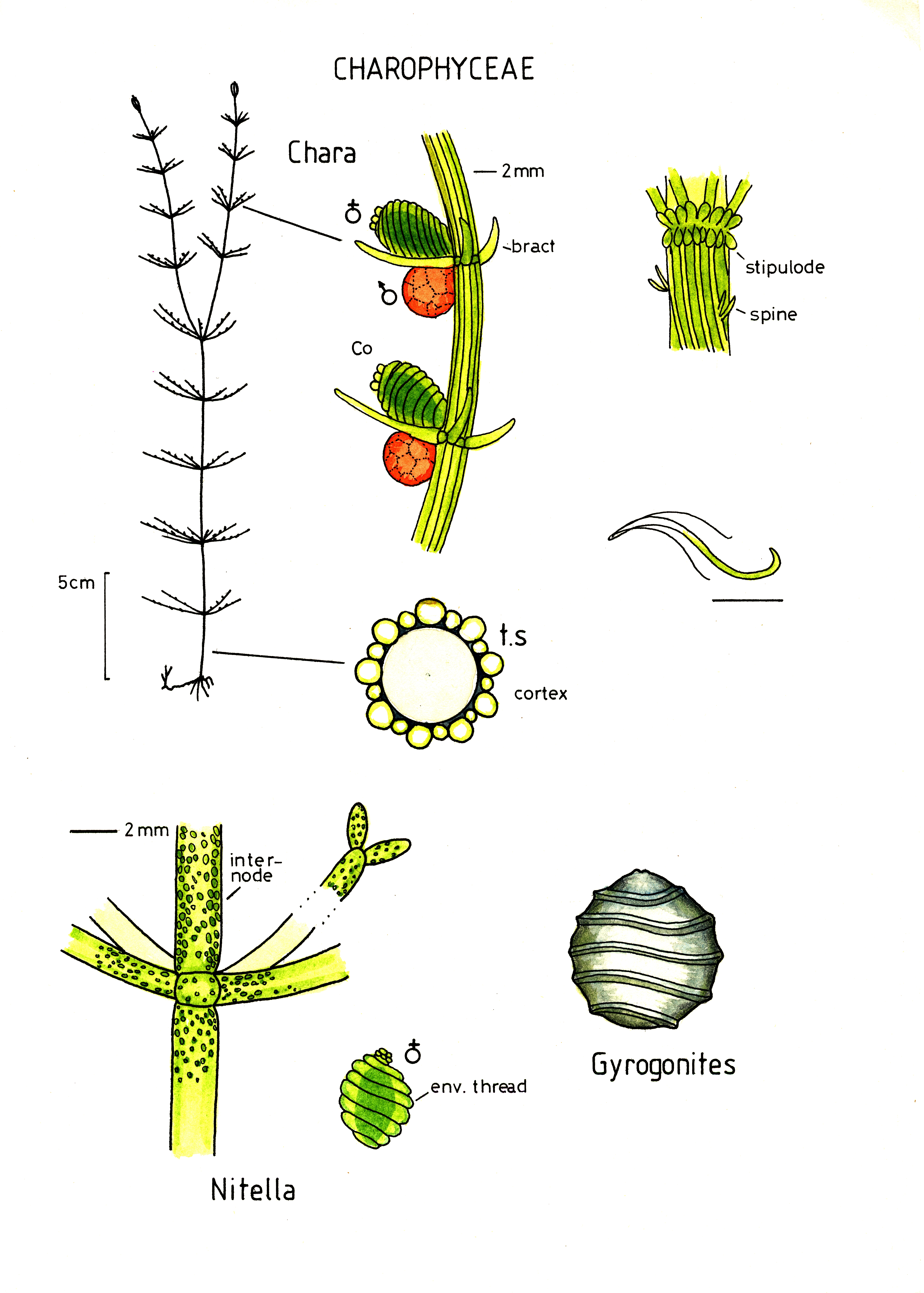
Illustration mit einer Auswahl von Gattungen inkl. Details

Das Taxon Charophyceae wurde 1863 von Gottlob Ludwig Rabenhorst aufgestellt. Die Charales wurden 1829 in einem Werk von Barthélemy Charles Joseph Dumortier beschrieben. Beide Taxa werden heute als identisch betrachtet. Das Taxon der Armleuchteralgen unterteilt sich laut AlgaeBase in fünf Familien und umfasst aktuell 727 rezente und 24 fossile Arten. Alle rezenten Arten gehören zur Familie der Characeae. (Stand: Dezember 2015)
- Aclistocharaceae X.G.Zhou; mit der einzigen, fossilen Art Qinghaichara longiconica G.D.Yang
- Atopocharaceae; mit der einzigen, fossilen Art Atopochara trivolvis Peck
- Characeae S.F.Gray. Es wurden 43 Gattungen beschrieben, die meisten davon fossil. Rezent existieren sechs Gattungen
  - Chara L.7: 183 Arten
  - Lamprothamnium J.Groves: 15 Arten
  - Lychnothamnus (Ruprecht) A.Braun: 3 Arten
  - Nitella C.Agardh: 236 Arten
  - Nitellopsis Hy: 17 Arten
  - Tolypella (A.Braun) A.Braun: 21 Arten

- Clavatoraceae; mit der einzigen fossilen Art Septorella ultima L.Grambast
- Porocharaceae: Mit etwa 21 fossilen Arten.

### Gattungen und Arten

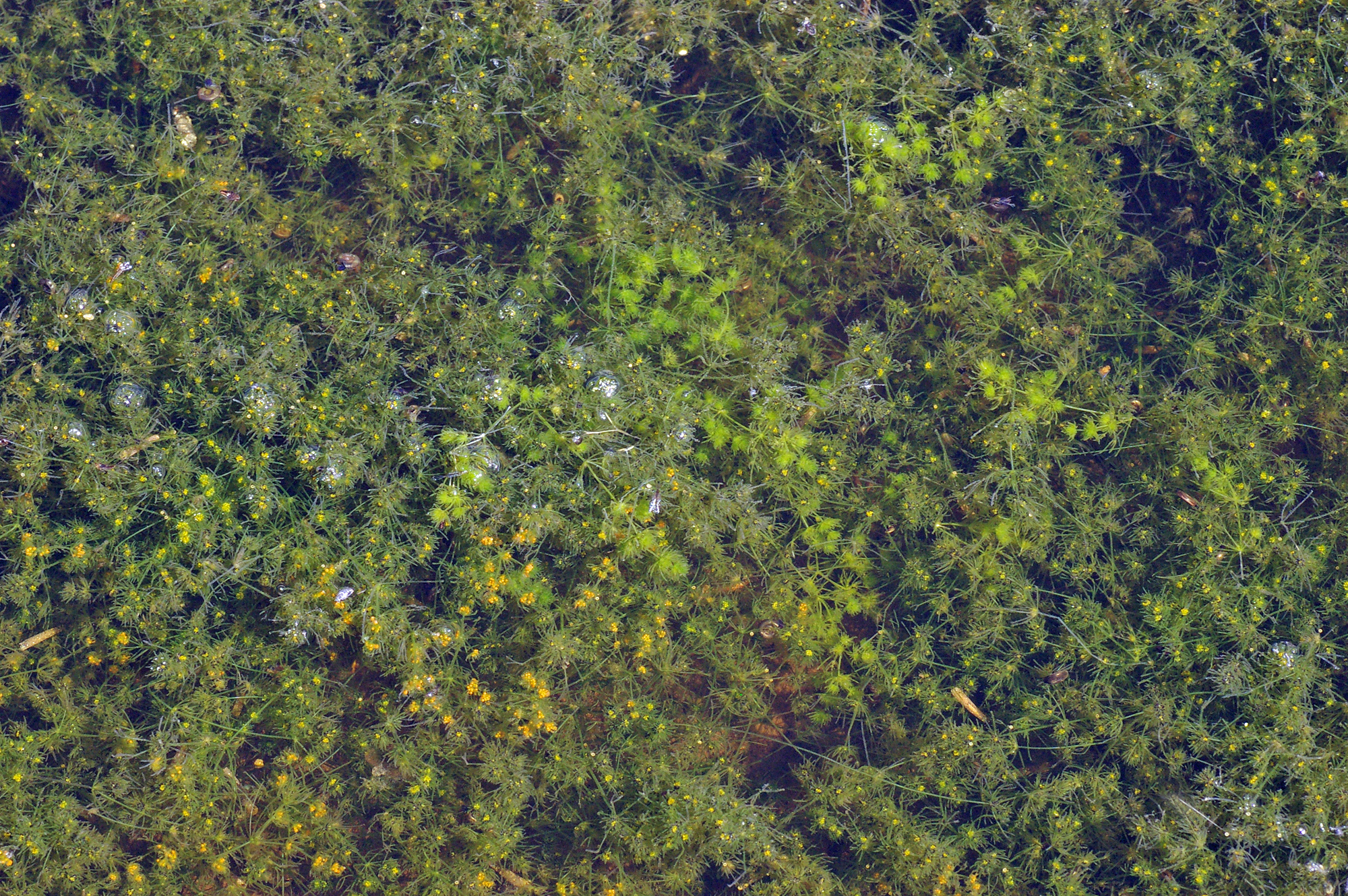
Unterwasserrasen aus Glanzleuchteralgen (Nitella sp.) in einem flachen Wiesenweiher

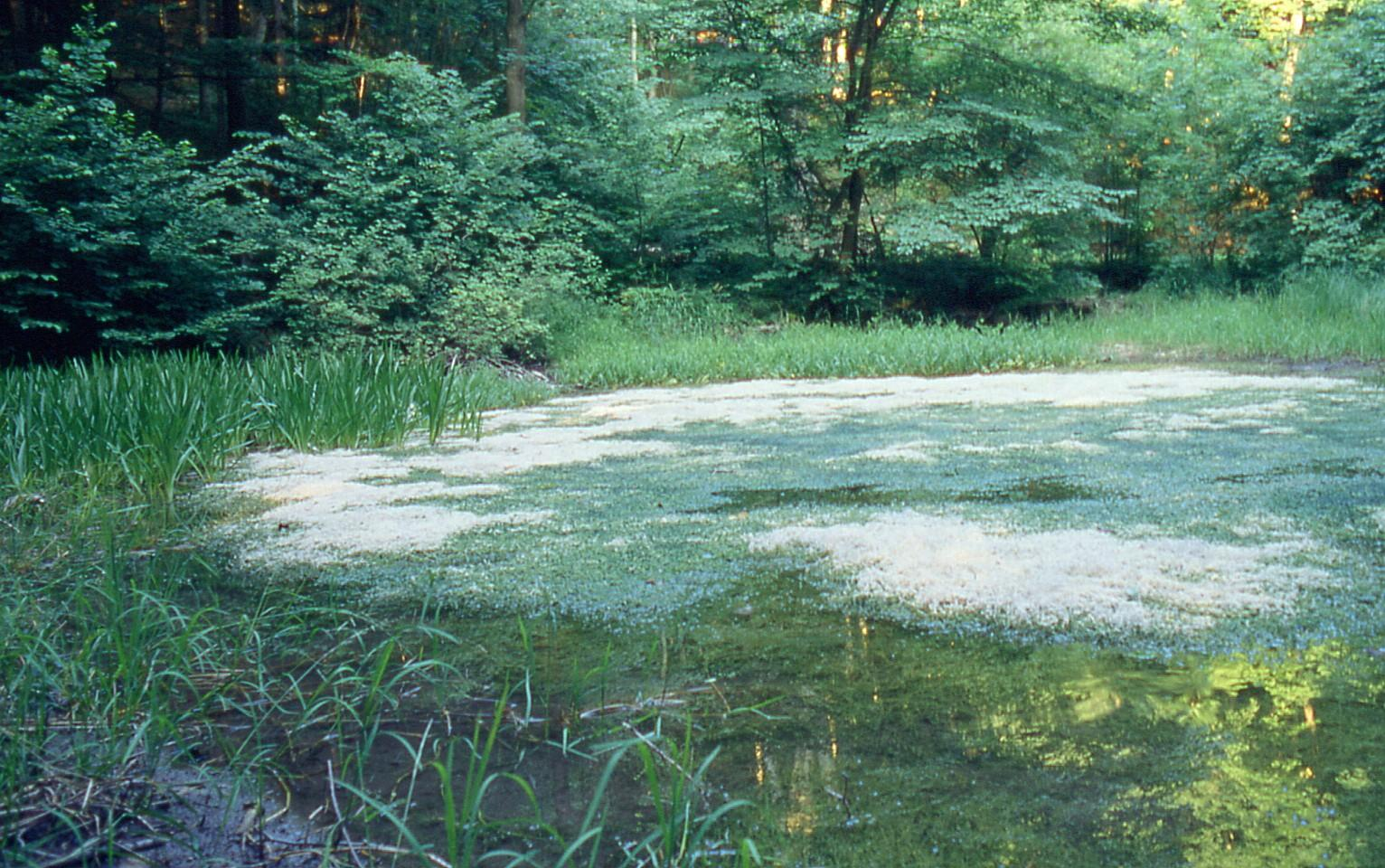
Armleuchteralgen (Chara sp.) bilden eine oberflächlich an der Luft eintrocknende, weiße Kalkkruste auf einem Quellteich

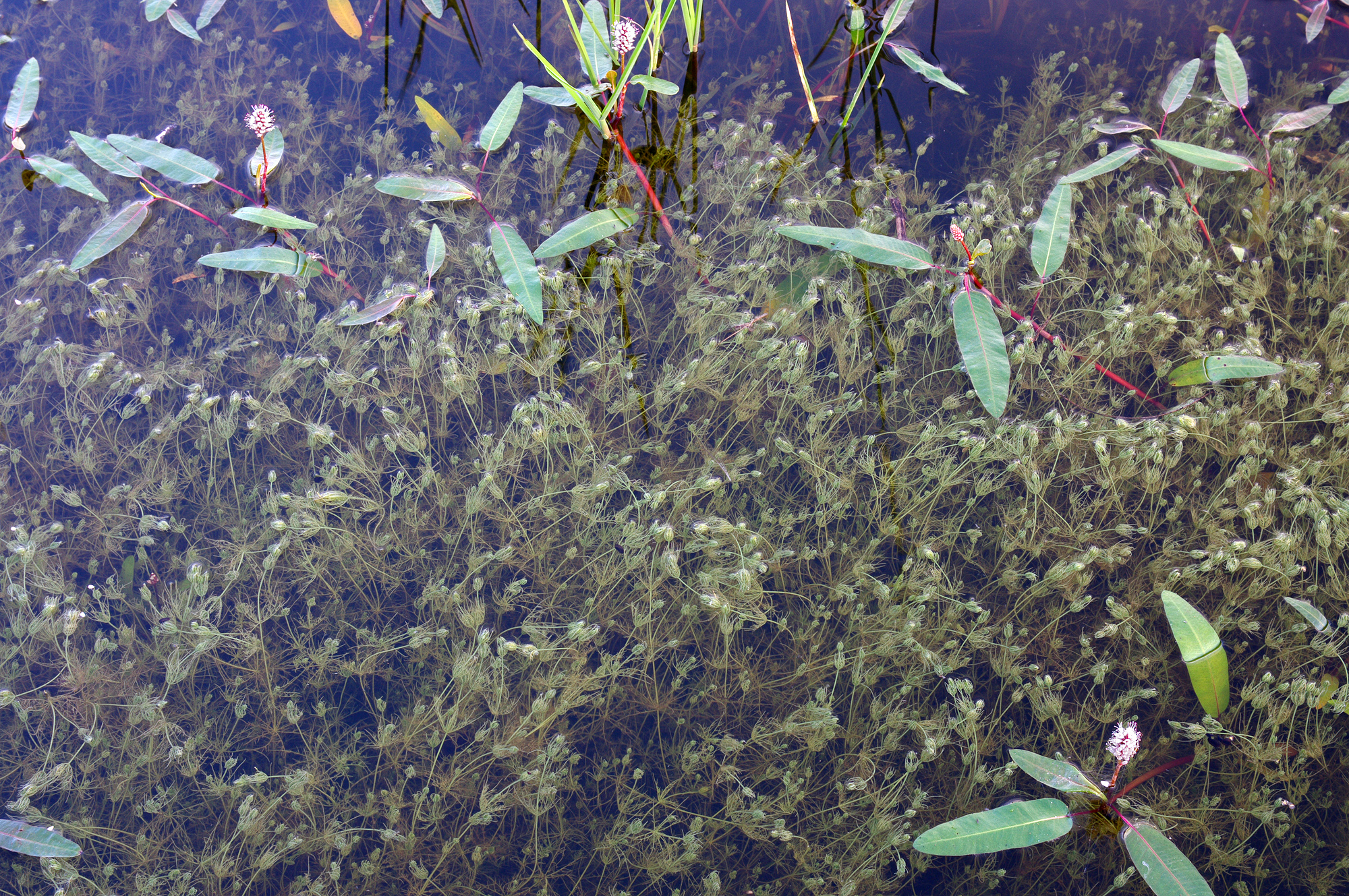
Bestand der Gewöhnlichen Armleuchteralge (Chara vulgaris) nahe der Wasseroberfläche eines klaren Tümpels (zusammen mit Wasser-Knöterich)

Auswahl (hier: alle in Deutschland vorkommenden Arten):
- Armleuchteralgen (Chara L.)
  - Raue Armleuchteralge (Chara aspera Willdenow)
  - Baltische Armleuchteralge (Chara baltica Nolte ex Kützing)
  - Bauers Armleuchteralge (Chara baueri A.Braun)
  - Brauns Armleuchteralge (Chara braunii C.C.Gmelin)
  - Brackwasser-Armleuchteralge (Chara canescens Loiseleur-Deslongchamps)
  - Gebogene Armleuchteralge (Chara connivens Salzmann ex A.Braun)
  - Gegensätzliche Armleuchteralge (Chara contraria A.Braun ex Kützing)
  - Nackte Armleuchteralge (Chara denudata A.Braun)
  - Faden-Armleuchteralge (Chara filiformis  Hertzsch)
  - Zerbrechliche Armleuchteralge (Chara globularis Thuillier)
  - Steifborstige Armleuchteralge (Chara hispida L.)
  - Struppige Armleuchteralge (Chara horrida Wahlstedt)
  - Kurzstachelige Armleuchteralge (Chara intermedia A.Braun)
  - Vielstachelige Armleuchteralge (Chara polyacantha A.Braun)
  - Furchenstachelige Armleuchteralge (Chara rudis (A.Braun) Leonhardi)
  - Striemen-Armleuchteralge (Chara strigosa A.Braun)
  - Dünnstachelige Armleuchteralge (Chara tenuispina A.Braun)
  - Hornblättrige Armleuchteralge (Chara tomentosa L.)
  - Feine Armleuchteralge (Chara virgata  Kützing)
  - Gewöhnliche Armleuchteralge (Chara vulgaris L.)

- Fuchsschwanzleuchteralgen (Lamprothamnium J.Groves)
  - Hansens Fuchsschwanzleuchteralge (Lamprothamnium hansenii (Sonder) Corillion)
  - Gewöhnliche Fuchsschwanzleuchteralge (Lamprothamnium papulosum  (Wallroth) J. Groves)
  - Sonders Fuchsschwanzleuchteralge (Lamprothamnium sonderi Garniel)

- Lychnothamnus (Ruprecht) A.Braun
  - Bart-Glanzleuchteralge (Lychnothamnus barbatus (Meyen) Leonhardi)

- Glanzleuchteralgen (Nitella C.Agardh)
  - Haarfeine Glanzleuchteralge (Nitella capillaris (Krocker) J.Groves & Bullock-Webster)
  - Kleinste Glanzleuchteralge (Nitella confervacea (Brébisson) A.Braun ex Leonhardi)
  - Biegsame Glanzleuchteralge (Nitella flexilis (L.) C.A.Agardh)
  - Zierliche Glanzleuchteralge (Nitella gracilis (J.E.Smith) C.A.Agardh)
  - Vielästige Glanzleuchteralge (Nitella hyalina (De Candolle) C.A.Agardh)
  - Stachelspitzige Glanzleuchteralge (Nitella mucronata (A.Braun) Miquell)
  - Dunkle Glanzleuchteralge (Nitella opaca (Bruzelius) C.A.Agardh)
  - Verwachsenfrüchtige Glanzleuchteralge (Nitella syncarpa (Thuillier) Chevallier)
  - Schirmförmige Glanzleuchteralge (Nitella tenuissima (Desvaux) Kützing)
  - Schimmernde Glanzleuchteralge (Nitella translucens (Persoon) C.A.Agardh)

- Nitellopsis Hy
  - Stern-Armleuchteralge (Nitellopsis obtusa (Desvaux) J.Groves)

- Baumglanzleuchteralgen (Tolypella (A.Braun) A.Braun)
  - Kleine Baumglanzleuchteralge (Tolypella glomerata (Desvaux) Leonhardi)
  - Verworrene Baumglanzleuchteralge (Tolypella intricata (Trentepohl ex Roth) Leonhardi)
  - Ostsee-Baumglanzleuchteralge (Tolypella nidifica (O.F.Müller) Leonhardi)
  - Sprossende Baumglanzleuchteralge (Tolypella prolifera (Ziz ex A.Braun) Leonhardi)

Die meisten Arten der Armleuchteralgen stehen aufgrund ihrer Vorliebe für saubere, nährstoffarme Gewässer in Deutschland und anderen Ländern auf der Rote Liste gefährdeter Arten als gefährdete, stark gefährdete oder sogar als vom Aussterben bedrohte Arten. Häufiger kommen – mit regionalen Unterschieden – noch die weltweit verbreiteten Chara vulgaris und Chara globularis sowie Nitella flexilis vor. Dabei handelt es sich um Pionierarten, die rasch größere Bestände insbesondere in neu entstandenen Gewässern bilden, allerdings auch recht plötzlich wieder verschwinden können. Auch einige andere Arten treten mitunter nur sehr unbeständig in bestimmten Gewässern auf.
Nach Anhang I der FFH-Richtlinie der Europäischen Union sind „oligo- bis mesotrophe kalkhaltige Stillgewässer mit benthischer Vegetation mit Armleuchteralgenbeständen“ ein europaweit besonders geschützter Lebensraumtyp.
Die Gattung Chara wurde von der Sektion Phykologie der Deutschen Botanischen Gesellschaft zur Alge des Jahres 2012 gekürt.

## Paläontologie

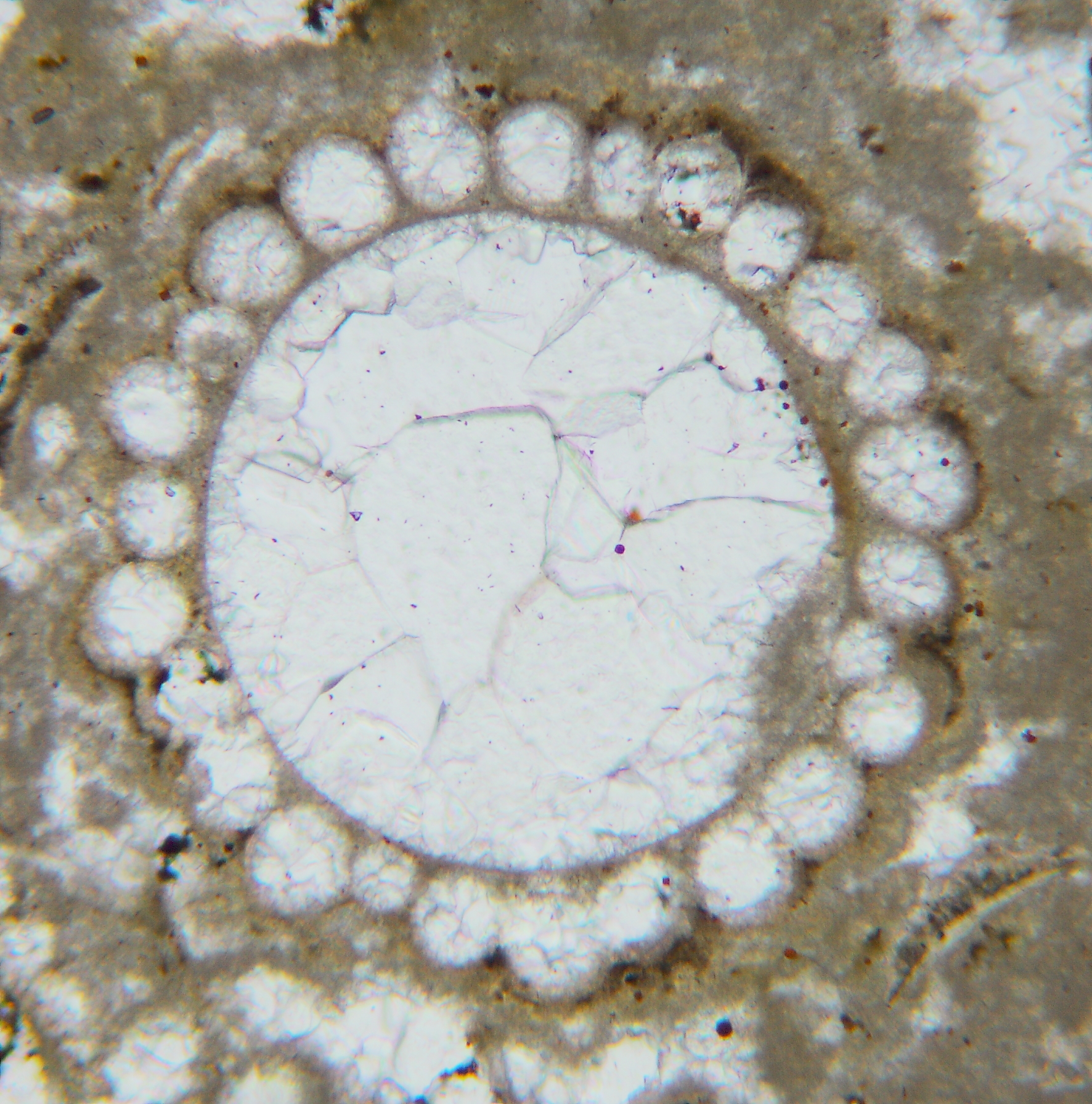
Querschnitt durch ein fossiles Internodium von Chara spec. in Süßwasserkalk

Die verkalkten Oogonien der Armleuchteralgen (auch Gyrogoniten genannt) sind fossil gut erhaltungsfähig und ein Studienobjekt der Mikropaläontologie. Andere Teile der Pflanze finden sich seltener, sind aber aus dem Fossilbericht bekannt. Die Gattung Chara ist ab dem Jura gefunden worden; die frühesten Formen stammen aus dem Silur.